# Hermannschacht (Sachsen)

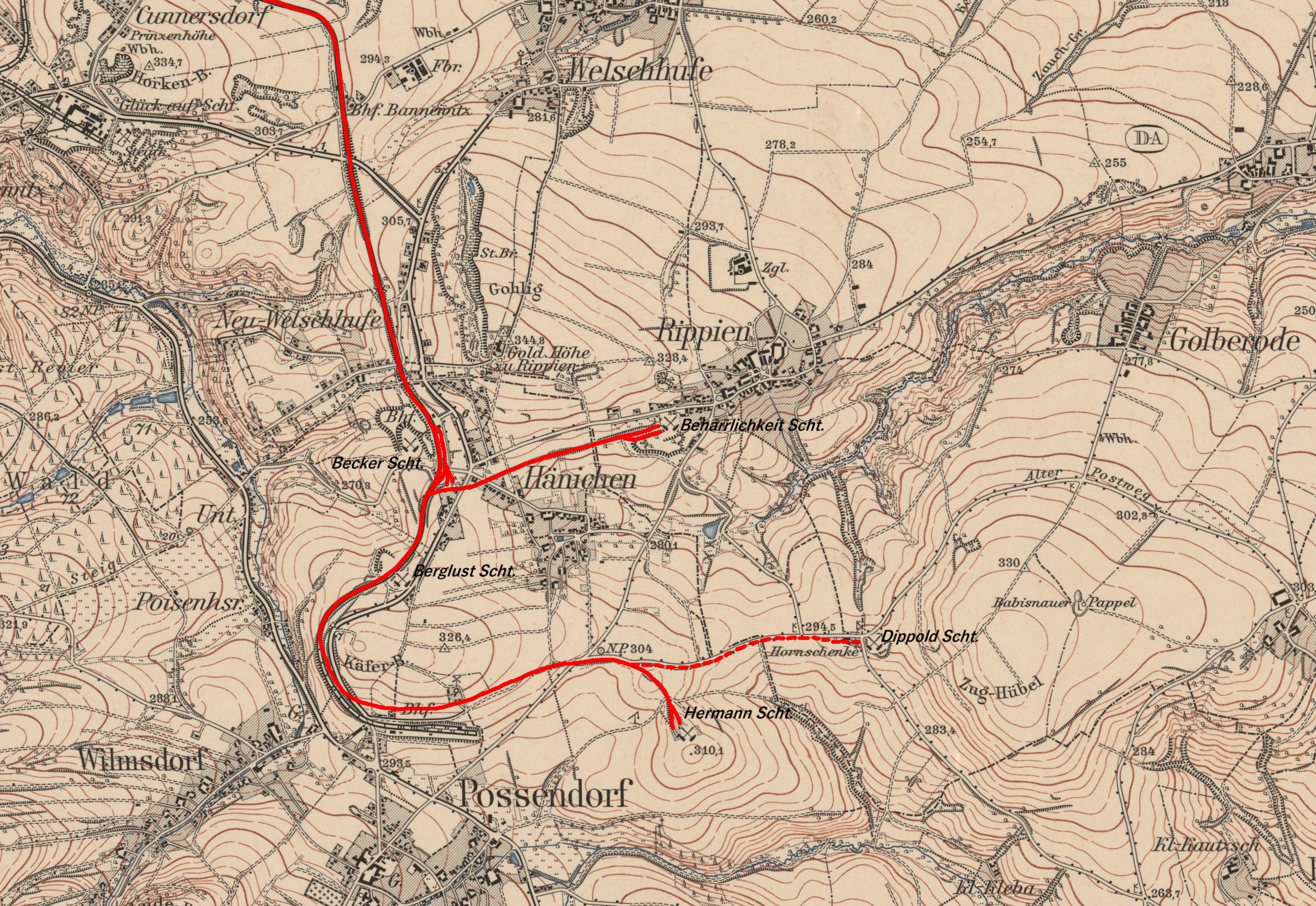
Karte der Schachtanlagen (Äquidistantenkarte, 1904)

Der Hermannschacht war eine Steinkohlengrube des Dresden-Possendorfer Aktienvereins. Der Schacht lag unmittelbar am östlichen Rand der Steinkohlenlagerstätte des Döhlener Beckens auf Possendorfer Flur. Im Hermannschacht war die erste Seilfahrung Sachsens eingerichtet.

## Geschichte
Der Dresden-Possendorfer Aktienverein begann 1858 auf einem heute als Ziegeninsel bekannten Flurstück bei 306 m ü. NN mit der Teufe des Schachtes. Im Jahr 1860 wurde bei einer Teufe von 279,80 Metern das 3,20 Meter mächtige 1. Flöz erreicht. Die Endteufe des Schachtes betrug 326 Meter.
In südlicher Richtung wurde schon nach 200 Metern die Bauwürdigkeitsgrenze erreicht. In nördlicher Richtung traf man in einer Entfernung von 185 Metern die Beckerschachtverwerfung, an. Die Sprunghöhe betrug 48 Meter. Um die Kohlen in diesem Feldesteil abbauen zu können, wurde der Schacht 1868 um 46 Meter weiter geteuft. Dabei traf man bei 285 Meter Teufe das 0,20 Meter mächtige 2. Flöz an. Das hinter der Verwerfung aufgeschlossene Feld erwies sich als unbauwürdig. Im selben Jahr wurde über einen Querschlag eine Verbindung zum Feld des Hänichener Steinkohlenbauvereins geschaffen. Im Mai 1869 ging der Possendorfer Aktienverein in Konkurs. Am 20. Juli 1869 wurde die Wasserhaltung eingestellt. Mit Datum 18. August 1869 übernahm der Hänichener Steinkohlenbauverein das Feld des Possendorfer Aktienvereins. Der Hermannschacht wurde im Oktober 1869 verfüllt. In der Betriebszeit wurden ca. 210.000 Tonnen Kohle gefördert.
Erstmals in Sachsen fand auf dem Schacht ab 1860 eine Mannschaftsseilfahrt mit Fangeinrichtung statt. Eingeführt wurde sie auf Betreiben der Freiberger Oberkunstmeister Karl Julius Braunsdorf und Friedrich Wilhelm Schwamkrug.
Nach der Eröffnung des Schachtes am 4. April 1860 machte sich zum Abtransport der Kohlen ein Anschluss an die neu gebaute Hänichener Kohlenzweigbahn notwendig. Der Verein errichtete diesen 2137 m langen Gleisanschluss auf eigene Kosten. Diese beliefen sich auf 23.957 Taler. 1865 versuchte der Possendorfer Aktienverein die Anschlussbahn an die Albertsbahn AG zu verkaufen. Trotz Zustimmung der Aktionäre am 23. Juni 1865 wurde kein Kaufvertrag abgeschlossen. Das Ende des Hermannschachtes war zu diesem Zeitpunkt bereits absehbar.